# دهستان نبوت
دهستان نبوت نام دهستانی در بخش مرکزی شهرستان ایوان، استان ایلام در ایران است. براساس سرشماری مرکز آمار ایران در سال ۱۳۸۵، جمعیت آن ۶۴۱۶ نفر (۱۲۵۸ خانوار) بوده‌است.